# Cloruro de cesio
El cloruro de cesio es un compuesto químico de fórmula CsCl. Es un sólido incoloro que funciona como una fuente importante de ion cesio. La sustancia es también conocida por su estructura.

## Estructura
Es notable la similitud de la celda unidad del CsCl con una celda cúbica centrada en el cuerpo, adoptada por algunos metales elementales del Grupo I (alcalinos). Sin embargo, el cloruro de Cesio NO es un sólido centrado en el cuerpo debido a que el entorno del Cesio en el centro de la celda no es igual al entorno de los cloros en los vértices: Una celda centrada en el cuerpo debería tener cloruros en los vértices y en el centro.
Ambos iones son de gran tamaño y el enlace se torna más covalente, lo cual hace al enlace más direccional y adopte esta estructura más atípica a diferencia del resto de los cloruros de metales alcalinos que forma estructuras del tipo sal gema. Esta estructura recién descrita lleva el nombre de "estructura cloruro de cesio" al igual que el compuesto.
Otros compuestos que adoptan estructura de cloruro de cesio son CsBr, CsI, TlCl, TlBr, NH4Cl y NH4Br.

## Síntesis
El cloruro de cesio puede ser preparado por la reacción entre hidróxido de cesio o carbonato de cesio y ácido clorhídrico: la sal resultante es obtenida por cristalización:
{\displaystyle \mathrm {Cs_{2}CO_{3}+\ 2HCl\longrightarrow \ 2CsCl+H_{2}O+CO_{2}} }
{\displaystyle \mathrm {CsOH+\ HCl\longrightarrow \ CsCl+H_{2}O} }

## Aplicaciones
La sal es utilizada en la fabricación de vidrios conductores.
Los isótopos radiactivos del cloruro de cesio son utilizados en medicina nuclear, incluso para el tratamiento del cáncer. Para la producción de fuentes radiactivas es normal elegir una cierta forma de isótopo. Por ejemplo en los generadores radiotérmicos es usado el titanato de estroncio debido a que su insolubilidad en agua permite evitar impactos medioambientales en caso de accidente y derrame de la sustancia. Sin embargo, los tratamientos médicos requieren isótopos radioactivos de alta densidad, lo que restringe el uso de un compuesto no soluble de cesio.
También pueden utilizarse gradientes de cloruro de cesio para purificar DNA, como se hizo en el experimento de Meselson-Stahl.